# Cratere Lear
Lear è un cratere sulla superficie di Oberon.